# آتوبه کاتسوسوکه

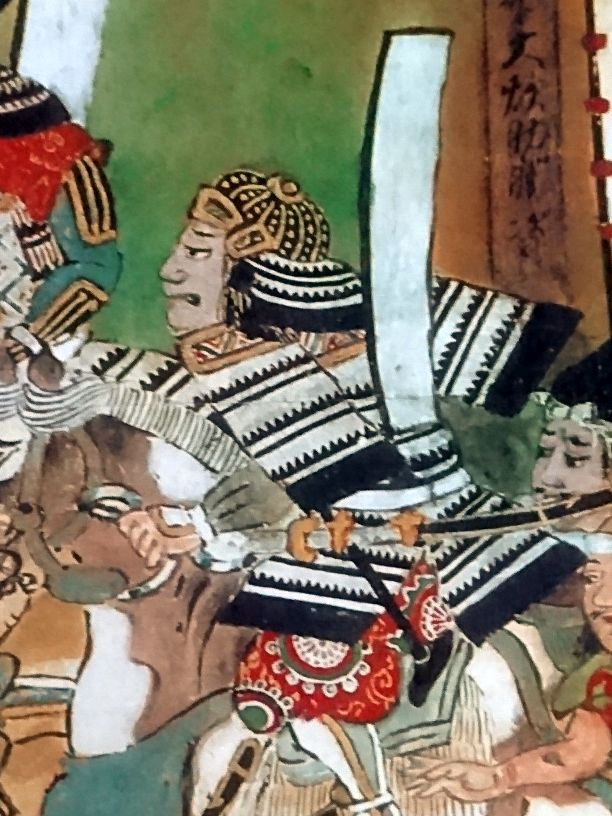
آتوبه کاتسوسوکه.

آتوبه کاتسوسوکه (به ژاپنی: 跡部 勝資 Atobe Katsusuke) (۱۵۲۹–۱۵۸۲ میلادی) یک سامورایی ژاپنی در خدمت خاندان تاکدا در اواخر دوره سنگوکو بود.